# Јекабпилс округ
Јекабпилс (лет. Jēkabpils rajons, рус. Екабпилсский район) је округ у републици Летонији, у њеном јужном делу. Управно средиште округа је истоимени град Јекабпилс. Округ северним делом припада историјској покрајини Латгале, а јужним покрајини Земгале.

Јекабпилс округ је унутаркопнени округ у Летонији. То је и погранични округ према Литванији на југу. На западу се округ граничи са округом Ајзкраукле, на северу са округом Мадона, на истоку са округом Прејли и на југоистоку са округом Даугавпилс.
Округ Јекабпилс је етнички мешовит, пошто Летонци чине 70%, а Руси и Белоруси 25%.

## Градови
- Јекабпилс
- Вијесите
- Акнисте